# اردشیر مجرد تاکستانی
اردشیر مجرد تاکستانی(متولد ۲۳ دی ۱۳۲۸ شهر رشت در استان گیلان) او اصالتا اهل تهران و یکی از نقاشان مکتب مینیاتور است. وی نگارگر و محقق نگارگری و تذهیب و تشعیر
فارغ‌التحصیل هنرستان هنرهای تجسمی است.
وی نمایشگاه‌های انفرادی در زمینه نگارگری برگزار کرده و در بیش از بیست نمایشگاه گروهی در چندین نمایشگاه خارجی نیز حضور داشته است.
در ۲۶ آذر ماه سال ۱۳۹۹ استاد اردشیر مجرد تاکستانی به همراه استاد محمود فرشچیان و سه نفر دیگر از استادان نگارگری ایران به عنوان گنجینه‌های زنده بشری، در فهرست میراث ناملموس یونسکو ثبت شدند.
وی مدرس مینیاتور در هنرستان‌های گرافیک دانشگاه تهران و از داوران نخستین دوسالانه نگارگری ایران است. از وی مقالاتی در زمینه ابروباد در دایرهٔ المعارف بزرگ اسلامی و تاریخچه تذهیب در دایرهٔ المعارف بزرگ شیعه به چاپ رسیده است.
تاکستانی سرپرست کارگاه مرمت و صحافی سنتی نسخه‌های خطی و نفیس حرم فاطمه معصومه است.

## زندگی
او بعد از پایان تحصیلات ابتدایی با توجه به گرایش‌های درونی به هنرستان هنرهای تجسمی رفت. وی نگارگری را نزد افرادی همچون ناصر استاد محمود، معیری، عباس مقیمی، ابوطالب محمد، محمود فرشچیان و...آموخته است. مجرد تاکستانی در زمینه هنر نگارگری صاحب سبک ویژه‌ای است که او را از هم عصران خود متمایز کرده است. تاکستانی در حوزه آموزش و تدریس سابقه‌ای طولانی دارد و نمایشگاه‌های متعددی از آثار نگارگری‌اش را در داخل و خارج از کشور برپا کرده است.

## آثار عاشورایی
اردشیر مجرد تاکستانی درباره آثار عاشورایی خود اینچنین می‌گوید: «چند اثر درباره عاشورا نقاشی کرده‌ام که دو اثر، از آنهای دیگر مهم‌تر است؛ ولی در این دو اثر که ذکر کردم، آن شور عشق الهی را نتوانستم بیان کنم و فکر می‌کنم باید دوباره دست به کار شوم و از خداوند طلب کنم، شاید در آثار بعدی موفق شوم سرور و جذبه‌ی عشق الهی را ترسیم کنم... بااینکه این دو اثر با حال خاصی نقاشی شده، ولی احساس می‌کنم باید با فکری عمی‌تر به نقاشی دوم توجه می‌کردم امّا بد نیست. بنده‌ی حقیر، آنطور که باید جذبه‌ی عشق را در دو اثر تجسم کنم، نتوانستم. شاید مطالعه‌ام کم بود و احساسم خشن، ولی فکر می‌کنم شاید بتوانم در آثار بعدی، مطالب گفته شده را لحاظ نمایم.».
دو اثر معرفی شده عبارتند از:
- «تاریخ انبیا»[۳]

- «تشییع پیکر حضرت امام حسین (ع)»[۴]

## آثار
- راهنمای نقاشی و کتاب آرایی در ایران
- شیوه تذهیب

## نمایشگاه های برگزار شده
- آثار اردشیر مجرد تاکستانی در یک نمایشگاه مرور می‌شود

- برگزاری بزرگداشتی برای اردشیر مجرد تاکستانی

- آیین بزرگداشت اردشیر مجرد تاکستانی برگزار شد